# Pallacanestro agli Island Games 2011 - Torneo femminile
La pallacanestro fu uno dei 14 sport organizzati agli Island Games 2011.
La competizione ha visto la vittoria di Minorca, affermatasi per la terza volta in questa competizione.

## Prima Fase

### Girone A
| Team           | Pts. | V - P | Pf - Ps  |
| -------------- | ---- | ----- | -------- |
| Guernsey       | 4    | 2 - 0 | 115 - 82 |
| Bermuda        | 2    | 1 - 1 | 122 - 90 |
| Isola di Wight | 4    | 0 - 2 | 62 - 127 |

| Isola di Wight 26 giugno 2011 | Isola di Wight | 30 – 57 | Guernsey |  |

| Isola di Wight 27 giugno 2011 | Guernsey | 58 – 52 | Bermuda |  |

| Isola di Wight 28 giugno 2011 | Bermuda | 70 – 32 | Isola di Wight |  |

### Girone B
| Team         | Pts. | V - P | Pf - Ps  |
| ------------ | ---- | ----- | -------- |
| Minorca      | 4    | 2 - 0 | 183 - 86 |
| Gibilterra   | 2    | 1 - 1 | 87 - 104 |
| Isola di Man | 0    | 0 - 2 | 73 - 153 |

| Isola di Wight 26 giugno 2011 | Minorca | 73 – 44 | Gibilterra |  |

| Isola di Wight 27 giugno 2011 | Gibilterra | 43 – 31 | Isola di Man |  |

| Isola di Wight 28 giugno 2011 | Isola di Man | 42 – 110 | Minorca |  |

## Play Off
| Isola di Wight 29 giugno 2011 | Isola di Wight | 17 – 71 | Gibilterra |  |

| Isola di Wight 29 giugno 2011 | Bermuda | 36 – 24 | Isola di Man |  |

| Isola di Wight 30 giugno 2011 | Isola di Man | 38 – 34 | Isola di Wight |  |

### Semifinali
| Isola di Wight 30 giugno 2011 | Guernsey | 36 – 58 | Gibilterra |  |

| Isola di Wight 30 giugno 2011 | Minorca | 100 – 32 | Bermuda |  |

### Finali
3º-4º posto
| Isola di Wight 1 luglio 2011 | Guernsey | 55 – 47 | Bermuda |  |

1º-2º posto
| Isola di Wight 1 luglio 2011 | Gibilterra | 48 – 80 | Minorca |  |

## Classifica
| Oro     | Minorca        |
| Argento | Gibilterra     |
| Bronzo  | Guernsey       |
| 4.      | Bermuda        |
| 5.      | Isola di Man   |
| 6.      | Isola di Wight |

## Fonti
- IslandGames.net: 2011 basketball results (PDF) [collegamento interrotto], su islandgames.net.